# Borgen (straffprocess)
Borgen innebär i brottmål att en misstänkt släpps i väntan på rättegång, mot en ekonomisk garanti. Den misstänkte måste deponera en större summa till domstolen för att släppas fri till dess att rättegången hålls. Summan förverkas då om den misstänkte inte infinner sig till rättegången. Tanken bakom borgen i sammanhanget är att rekorderliga personer, som inte anses farliga eller med flyktrisk, ska kunna gå fria tills de antingen frikänns eller döms till påföljd.

## Borgen i olika länder
I Sverige finns inte denna möjlighet, utan den som är misstänkt för ett grövre brott får sitta inlåst till rättegång om det anses finnas risk för flykt, fortsatt brottslig verksamhet eller undanröjande av bevis. Det kallas häktning.
I Norge och Danmark finns bestämmelser om borgen vid brottsutredningar i lagen, men det är sällsynt att det tillåts i praktiken.
I USA används borgen (engelska: Bail) aktivt i federala domstolar och i flertalet delstaters domstolar. Vissa delstater har helt eller delvis avskaffat systemet med kontant borgen då det av motståndare till systemet, exempelvis ACLU, anser att det missgynnar minoriteter och låginkomsttagare. Alternativet är då olika former av övervakning eller anmälningsplikt, och alltså inte att misstänkta som annars skulle fått borgen hålls inlåsta.
Skillnaden i synsätt visade sig vid häktningen av ASAP Rocky för misshandel sommaren 2019, då det ut amerikanskt perspektiv sågs som anmärkningsvärt att en icke dömd person misstänkt för misshandel hålls inlåst, vilket emellertid motiverades med flyktrisk. Vid mycket grova brott, som mord (t.ex. O. J. Simpson-fallet) ges dock som regel inte borgen, även om det förekommit eller erbjudits till nominella, drakoniska summor. Beslutet kan även bero på graden av bevisning.
I vissa delstater, som Texas, anses den misstänkte ha ”rätt till borgen” utom vid mord och förräderi, vilket emellertid kan modifieras efter återfall. Borgensrätt förutsätter vidare att summan eller annan säkerhet, som fastighet eller företagshypotek deponeras, vilken dock ska modifieras efter förmåga. Är den misstänkte en miljardär bör alltså borgen, om brottet är allvarligt, handla om mångmiljon- eller miljardbelopp.